# Марк Плавций Силван (консул 2 пр.н.е.)
Вижте пояснителната страница за други личности с името Силван.
Марк Плавций Силван  (на латински: Marcus Plautius Silvanus; * 35 пр.н.е.; † 9, Рим) e римски военачалник.

## Биография
Той е от gens Плавции. Син е на Ургулания, близка приятелка на Ливия, съпругата на император Октавиан Август и майка на Тиберий.
През 2 пр.н.е. Силван e консул. През 4 г. e проконсул на Азия. През 6/7 г. е легат на провинция Галация и Памфилия в Мала Азия. През 7 г. той командва двата легиона legio IIII Scythica и legio V Macedonica против бунтуващите се панонци и помага на Авъл Цецина Север, първият управител на новата провинция Мизия.
През 9 г. той служи в новата провинция Панония, Далмация и Илирия, по времето на голямото Панонско въстание, наричано и бунт в Илирия. За успехите си получава Ornamenta triumphalia.

## Фамилия
Марк Силван е женен за Ларция. Те имат две деца:
- Марк Плавций Силван, претор през 24 г.; самоубива се, след като убива жена си
- Плавция Ургуланила, съпруга на император Клавдий, с когото има две деца.